# Птушкина, Надежда Михайловна
Надежда Михайловна Птушкина (род. 27 января 1949, Ленинград) — советский, российский драматург, сценаристка, театральный и кинорежиссёр.

## Биография
Надежда Птушкина родилась 27 января 1949 года в Ленинграде.
В 1976 году окончила режиссёрский факультет школы-студии МХАТ (курс Олега Ефремова)
По данным журнала «Современная драматургия» к 2000 году пьесы Надежды Птушкиной лидировали в российских театрах.

## Творчество
Из более чем 70 написанных Надеждой Птушкиной пьес, поставлено в театрах России, стран СНГ и за рубежом около 40. Наиболее популярные пьесы: «Пока она умирала», «Плачу вперёд!», «Всё, что я знаю о наших мужчинах и женщинах», «При чужих свечах», «Ненормальная», «Овечка», «Корова», «Приходи и уводи», «Мажор», «Браво, Лауренсия!».
Пьесы переведены на основные европейские языки, а также на японский.
В 1996 году Надежда Птушкина дала устное согласие на постановку пьесы «Пизанская башня» сразу двум театрам: театру Станиславского и театру-студии «На пятом этаже» с одним условием — постановка в театре Станиславского должна была быть выпущена первой. Договор был таков: театр Станиславского выпускает спектакль в феврале, а театр-студия «На пятом этаже» в марте. Репетиции в театре-студии проходили по графику, и спектакль был выпущен в срок.
Уже после премьеры выяснилось, что театр Станиславского отсрочил премьеру спектакля, и из-за неосведомлённости вышло так, что пьеса Надежды Птушкиной «Пизанская башня» впервые была поставлена на сцене театра-студии «На пятом этаже».
Пьеса «Мои золотые рыбки» окончена в декабре 2011 года и была представлена в собственной читке Надеждой Птушкиной в Москве. Пьеса на мужчину и женщину, 60-65 лет, любовная история.

### Пьесы
- «Скомороший царь» (поставлена Ташкентским ТЮЗом)[2]
- «Пизанская башня» (поставлена театром-студией «На пятом этаже»[5])
- «Береги себя» (поставлена Магнитогорским драматическим театром)
- «Браво, Лауренсия!» (поставлена Балаковским драматическим театром)
- «Плачу вперёд!» (поставлена Балаковским драматическим театром, Саратовским театром русской комедии, Екатеринбургским государственным академическим театром драмы)
- «При чужих свечах» (под названием «Любовь при свечах» поставлен Луганским русским драматическим театром)
- «Пока она умирала…» (поставлена Самарским академическим театром драмы имени М.Горького (САТД имени Горького); под названием «Лучше быть счастливым позже…» товариществом актёров МХАТ, режиссёр Роман Нестеренко; Государственным академическим театром драмы имени В. Савина республики Коми; под названием «Рождественские грёзы» Московским художественным театром, режиссёр Петр Штейн;
- «Я очень люблю тебя, мама!» Кишинёвским русским драматическим театром им. А. П. Чехова, режиссёр Бэно Аксёнов)[6][7]
- «Неугомонная бабушка. Или пока она умирала…» (поставлена Тульским академическим театром драмы; под названием «Пусть она будет счастлива» поставлена Академическим русским театром драмы РМЭ имени Г. В. Константинова, режиссёр Борис Варкау)
- «Приходи и уводи» (поставлена Академическим русским театром драмы РМЭ им. Г. В. Константинова, режиссёр Юрий Ильин)

Более полный список постановок опубликован на сайте автора.

### Киносценарии
- 1999 — Плачу вперёд! (режиссёр Виктор Титов)
- 2001 — Приходи на меня посмотреть (режиссёры Олег Янковский и Михаил Агранович)
- 2006 — Ненормальная (режиссёр Александр Глобин)
- 2007 — Корова (также выступает и как режиссёр-постановщик)
- 2008 — Браво, Лауренсия! (также выступает и как режиссёр-постановщик)
- 2008 — При чужих свечах (также выступает и как режиссёр-постановщик)
- 2010 — Пизанская башня